# Алиса в стране чудес (мюзикл)
«Алиса в стране чудес» — оригинальный российский мюзикл по мотивам одноимённой сказки английского философа, писателя и математика Льюиса Кэрролла. Создатели мюзикла — Глеб Матвейчук (музыка) и Карен Кавалерян (либретто), также являются авторами мюзиклов «Садко в подводном царстве», «Пушкин: Охотник за сказками», «Алконост: Легенда о любви», «Опасные связи».
Премьера состоялась 19 марта 2021 года в Москве в ФЦ «Москва».
11 и 12 июня 2022 года состоялась премьера версии Санкт-Петербургского театра музыкальной комедии под названием "Алиса и Страна Чудес". По итогам XXXI фестиваля «Театры Санкт-Петербурга – детям» 26 апреля 2023 в Доме Актера им. К.С. Станиславского лауреатами стали за спектакль «Алиса и Страна Чудес» Г. Матвейчука: театр музыкальной комедии «за масштабное воплощение авторской версии знаменитой сказки» и Кирилл Гордеев «за роль самого невозмутимого и изобретательного Кролика». 27 ноября 2022 состоялся театрализованный концерт «Мамы и Страна чудес» театра музыкальной комедии в режиссуре Марии Лагацкой-Зиминой по сценарию мюзикла.
17 ноября 2022 года состоялась премьера версии Новосибирского театра «Глобус» под названием "Алиса в Стране Чудес".
Планируется постановка на сцене «Пятого театра» в Омске летом 2024 года.
Спектакль является обновлённой версией мюзикла «Лабиринты сна» 2018 года..

## Сюжет
Спектакль является оригинальной фантазией по мотивам сказки Льюиса Кэролла «Алиса в стране чудес».
Алиса — молодая девушка, которой снится Страна Чудес.
Вместе с Безумным Шляпником она пытается попасть в дворец Красной Королевы, чтобы найти волшебную дверь. По пути она встречает карты (Тройка, Валет, Туз), Кролика, Гусеницу, Красную Королёву, Розового Фламинго и других обитателей Сказочной страны. Периодически Алиса слышит голос Чеширского кота, который подсказывает ей, как научиться слушать и понимать свой собственный голос.

## Роли и исполнители
| Роли             | Лабиринты сна (2018—2020)                          | Алиса в стране чудес (2021—н.в.)                                        | Алиса и Страна Чудес (2022-н.в.)                     |
| ---------------- | -------------------------------------------------- | ----------------------------------------------------------------------- | ---------------------------------------------------- |
| Алиса            | Евгения Туркова, Ирина Вершкова                    | Юлия Довганишина, Александра Каспарова, Екатерина Салес                 | Александра Каспарова, Екатерина Лепилина             |
| Безумный Шляпник | Алексей Бобров, Андрей Бирин, Ярослав Баярунас     | Эмиль Салес, Ярослав Баярунас, Павел Стукалов, Андраник Петросян        | Эмиль Салес, Антон Авдеев, Александр Казьмин         |
| Красная Королева | Анастасия Спиридонова, Юлия Чуракова               | Агата Вавилова, Юлия Чуракова, Теона Дольникова, Мария Плужникова       | Манана Гогитидзе, Анастасия Вишневская, Дарья Кожина |
| Кролик           | Андрей Бирин, Евгений Скочин, Алексей Бобров       | Сергей Веселов, Павел Стукалов, Денис Котельников                       | Кирилл Гордеев, Александр Суханов, Александр Леногов |
| Туз              | Евгений Кириллин                                   | Антон Дёров, Алексей Толстокоров                                        | Александр Круковский, Василий Глухов                 |
| Валет            | Денис Котельников, Павел Стукалов                  | Денис Котельников, Алексей Лысенко, Павел Стукалов, Александр Шарабарин | Александр Леногов, Антон Степанов                    |
| Тройка           | Марк Подлесный, Константин Соколов, Евгений Скочин | Алексей Родионов, Евгений Градусов, Евгений Кириллов                    | Виталий Головкин, Андрей Сунцов                      |
| Гусеница         | Андрей Бирин, Алексей Бобров, Евгений Скопин       | Евгений Градусов, Ярослав Баярунас, Алексей Лысенко, Денис Котельников  | Иван Корытов, Ярослав Баярунас, Владимир Садков      |
| Розовый Фламинго | Владислав Юдин, Денис Котельников                  | Егор Павлов, Денис Котельников, Владислав Юдин, Алексей Толстокоров     | Алексей Штыков, Антон Мошечков                       |
| Чеширский кот    | Александр Балуев                                   | Александр Балуев                                                        |                                                      |

### Премьерный состав
Премьерный состав 19 марта 2021 (Москва)
Алиса: Юлия Довганишина
Шляпник: Эмиль Салес
Красная Королева: Агата Вавилова
Кролик: Павел Стукалов
Тройка: Евгений Градусов
Туз: Антон Дёров
Валет: Алексей Лысенко
Гусеница: Ярослав Баярунас
Фламинго: Владислав Юдин
Премьерный состав 11 июня 2022 (Санкт-Петербург)
Алиса: Александра Каспарова
Шляпник: Эмиль Салес
Красная Королева: Манана Гогитидзе
Кролик: Александр Суханов
Тройка: Андрей Сунцов
Туз: Василий Глухов
Валет: Александр Леногов
Гусеница: Иван Корытов
Фламинго: Антон Мошечков

## Создатели
Постановочная команда мюзиклов Лабиринты сна и Алиса в стране чудес
| Автор идеи, композитор, продюсер, режиссёр | Глеб Матвейчук                                      |
| ------------------------------------------ | --------------------------------------------------- |
| Автор текстов песен                        | Карен Кавалерян                                     |
| Хореографы                                 | Полина Пшиндина, Виктория Гончарова, Николай Ерохин |
| Сценограф                                  | Андрей Шутов                                        |
| Художник по костюмам                       | Елена Симонова                                      |
| Художник по свету                          | Иван Барышев                                        |
| Художник по гриму                          | Яна Панара                                          |
| Музыкальный руководитель                   | Михаил Елисеев                                      |
| Звукорежиссёры                             | Сергей Давыденко и Антон Максимов                   |

## Музыкальные номера

### Первый акт
Увертюра
«Зачем тебе реальный мир?» — Шляпник
«Выбирай, не отступай» — Тройка, Туз, Валет
«Всё это сон, Алиса!» — Алиса
«Падай в любовь!» — Кролик
«Я покорю весь мир» — Королева
Финал первого акта

### Второй акт
Вступление ко второму акту
«Альфа и омега» — Кролик, Королева
«Безумный, но счастливый» — Шляпник
«Чудесный сон» — Гусеница
«Ирландский танец» — Гусеница, гусеницы, бабочки и Алиса
«Пусть свершится суд» — Фламинго, Королева, Тройка, Туз, Валет, Кролик, Алиса, Шляпник
«Вниз по дороге» — Алиса
Финал второго акта

## Награды и фестивали
В сентябре 2019 года мюзикл «Лабиринты сна» принял участие в фестивале «Амурская осень», где получил гран-при в номинации «Лучший спектакль года».
| год  | фестиваль      | категория        | номинант                                | результат |
| ---- | -------------- | ---------------- | --------------------------------------- | --------- |
| 2019 | Амурская осень | Лучший спектакль | Лабиринты сна (режиссёр Глеб Матвейчук) | Победа    |

## Участие в телевизионных программах
- «Сегодня. День начинается» на Первом канале (Эфир 6 декабря 2018).

Ведущие — Родион Газманов, Ирина Пудова.
Гости — Глеб Матвейчук (композитор, продюсер и режиссёр мюзикла), Александр Балуев (голос Чеширского Кота).
Финалистка шоу «Голос. Дети» Анастасия Гладилина исполнила арию Алисы «Вниз по дороге».
- «Назад в будущее», канал «Мир» (Эфир 16 марта 2021 года).

Ведущий — Виктор Логинов.
Гости: команда «Алиса» — Теона Дольникова (Красная Королева), Антон Дёров (Туз); команда «Садко»: Пётр Таренков (Владыка вод Морских в мюзикле «Садко в Подводном Царстве»), Агата Вавилова (Красная Королева, а также Медуза Тессловна в мюзикле «Садко в Подводном Царстве»)
- «Сто к одному», канал «Россия-1» (Эфир 23 мая 2021 года).

Ведущий — Александр Гуревич.
Гости: команда «Алиса» — Глеб Матвейчук, Александра Каспарова (Алиса), Павел Стукалов (Шляпник), Агата Вавилова (Красная Королева), Сергей Веселов (Кролик)
- «Календарь. Интервью» на канале ОТР. (Эфир 14 декабря 2018 года).

Ведущие — Максим Митченков, Мария Карпова; гости — Анастасия Спиридонова (Красная Королева), Глеб Матвейчук (композитор, режиссёр и продюсер спектакля).
- «Утренний эфир» на телерадиоканале «Страна ТВ». (Эфир 13 декабря 2018 года).

Гости: Евгения Туркова (Алиса), Андрей Бирин (Безумный Шляпник, Кролик/Гусеница).
- «Парк Культуры» на канале «Репортёр 73». (Эфир 16 февраля 2020 года).

Гости: Ярослав Баярунас (Безумный Шляпник, Гусеница) и Евгения Туркова (Алиса).